# Outlast: Whistleblower
Outlast: Whistleblower (с англ. — «Пережить: Осведомитель») — дополнение к компьютерной игре Outlast, выпущенное для Windows 6 мая 2014 года, для PlayStation 4 6 мая 2014 года в США и 7 мая 2014 года в Европе и для Xbox One 19 июня 2014 года.
Главный герой игры Вейлон Парк — компьютерный специалист, устроившийся на работу в корпорацию Меркоф, который стал очевидцем ужасных экспериментов, проводившихся в психиатрической лечебнице Маунт Мэссив. Именно Вейлон послал электронное письмо Майлзу Апшеру — герою оригинальной игры, — чтобы рассказать об этом всему миру.

## Игровой процесс
Игровой процесс практически не потерпел особых изменений. В процессе игры всё также приходится вести съемку видеокамерой, попутно используя ночной режим для прохождения тёмных участков лечебницы. Для зарядки камеры необходимо искать батарейки.

## Сюжет
Действие разворачивается примерно за сутки до начала событий оригинальной игры и в дальнейшем частично с ними пересекается. Главный герой — Вейлон Парк — приходит в себя в комнате, в которой находится большой экран. Затем его поднимают и усаживают на стул перед экраном, на котором начинают появляться различные изображения (как позднее выяснится, это был морфогенетический тест). Начинается флэшбек и показываются события за 2 часа до этого.
Вейлон Парк сидит на некоем складе и пишет электронное письмо журналисту Майлзу Апшеру о происходящем в лечебнице (это письмо можно найти в начале оригинальной игры в машине Майлза). Отослав письмо, Вейлон направляется на срочный вызов. Во время наладки компьютерной системы герой наблюдает подготовку эксперимента над пациентом лечебницы; пациент отчаянно пытается вырваться и молит о пощаде. После того как удаётся устранить неполадку, Вейлона спешно просит покинуть помещение сотрудник лаборатории. Вернувшись в свой офис, Вейлон обнаруживает в своём кабинете Джереми Блера — одного из влиятельных работников корпорации. По приказу Блера главного героя хватают и начинают избивать за разглашение конфиденциальной информации. После этого Блер решает использовать Вейлона в качестве подопытного в одном из экспериментов.
Действие возвращается в настоящее время. Герой смотрит на психоделические узоры, мерцающие на экране, и кричит от боли. Внезапно экран гаснет и ремешки на кресле отстёгиваются, позволяя Вейлону встать. Главный герой хватает видеокамеру, которая всё это время снимала его, и бежит из комнаты. Разворачиваются события, в результате которых эксперимент с Волрайдером выходит из-под контроля и последствия которых позднее будет наблюдать Апшер.
Подслушав охранника и врача, Вейлон узнаёт, что в тюремном корпусе находится рация, и направляется туда. По пути ему встречается каннибал Фрэнк Манера, который пытается поймать и съесть главного героя, и братья с тесаками, которые, несмотря на разговоры об убийствах, не причиняют главному герою вреда, если не подходить к ним близко.
Попав в тюремный корпус, Вейлон пытается воспользоваться рацией, но неожиданно появляется Блер и, сломав рацию, пытается задушить главного героя. Однако, ему мешает Крис Уокер и Блер вынужден отступить. Убегая от Криса, Вейлон слышит сообщение для персонала о начале эвакуации через административное крыло.
Попутно он сталкивается с Деннисом — пациентом, у которого диссоциативное расстройство идентичности, вмещающее в себя личности его самого, его двух братьев, отца и деда. Он пытается поймать героя, чтобы отдать его так называемому Жениху (Эдди Глускину), дабы спасти свою жизнь.
Двигаясь в административную часть лечебницы, герой случайно попадает в логово Эдди Глускина — помешанного пациента, пытающегося найти себе невесту в лице других пациентов, попутно пытая их на своём рабочем столе, оборудованном циркулярной пилой. Убегая от Глускина, герой прыгает на лестницу, которая ломается и герой падает. После падения Вейлон Парк ранит себе ногу о торчащий кусок железа. С повреждённой ногой он прячется в шкафчике, но попадает в ловушку: Глускин запирает его в шкафчике и тащит в свою мастерскую.
В мастерской Глускин пускает в шкафчик усыпляющий газ и герой теряет сознание на 12 часов. Придя в сознание, Вейлон наблюдает из шкафчика, как Глускин отрезает гениталии другим пациентам и убивает их на своём столе. Очередь доходит и до Вейлона, когда Глускин пытается отрезать ему гениталии, но ему неожиданно мешает один из пациентов. Вейлон пользуется моментом и освобождается. Он выпрыгивает через окно. Позже он находит ключ от двери, который был в руке невесты, предположительно, одной из жертв Эдди, и пытается открыть её, но Глускин снова ловит Вейлона и, пытаясь повесить его среди других его жертв, погибает сам, насаживаясь на арматуру.
В мужском отделении главный герой из окна наблюдает как вдалеке горит часовня, где сжигал себя отец Мартин, а позже видит в холле вооружённых наёмников, которые осматривают труп Ричарда Трагера, убитого Майлзом в оригинальной игре. В этот момент где-то вдалеке раздаётся стрельба; среди наёмников корпорации начинается суета.
У выхода из клиники в административном блоке, герой встречает раненного Блера. Блер внезапно нападает на Вейлона и ранит ножом, однако появляется Волрайдер и убивает Блера. Израненный Вейлон, подойдя к воротам клиники, садится в машину (ту самую, на которой приехал Майлз). Заведя мотор, Вейлон видит силуэт Волрайдера, принявшего форму человека, и, протаранив машиной главные ворота, покидает лечебницу.
Позже Вейлон, сидя за ноутбуком, готовится загрузить видео с видеокамеры в Интернет. Перед ним стоит человек, который говорит, что последствия загрузки этого видео могут быть непоправимыми для него и его семьи, но это будет правильным решением. Вейлон загружает видео и закрывает ноутбук.

## Рецензии
| Сводный рейтинг       | Сводный рейтинг            |
| Агрегатор             | Оценка                     |
| --------------------- | -------------------------- |
| GameRankings          | 83,33 % (PC) 78,50 % (PS4) |
| Metacritic            | PC: 69/100 PS4: 74/100     |
| Иноязычные издания    |                            |
| Издание               | Оценка                     |
| IGN                   | 6,4/10                     |
| Русскоязычные издания |                            |
| Издание               | Оценка                     |
| PlayGround.ru         | 6/10                       |
| StopGame.ru           | Похвально                  |
| «Игромания»           | 7,0/10                     |
| «Канобу»              | 3,0/10                     |

Игровой сайт IGN высоко отметил звуковые эффекты и то, что играть по-прежнему страшно, однако дополнение не приносит ничего нового в игровой процесс и всё уже до боли знакомо, даже несмотря на то, что игра приоткрывает часть истории.
Практически такой же точки зрения придерживается и игровой портал StopGame:
| В последней трети Whistleblower очень удачно сошлись все главные аргументы Outlast: и шикарная режиссура, и нездоровая фантазия авторов, и натуралистичность, и идеально переданное чувство затравленной, загнанной в угол жертвы, и доведённое почти до гротеска сумасшествие с сексуальным подтекстом… Вот и получается парадокс: Whistleblower ещё короче и однообразнее оригинала, но при этом и страшнее. |